# Nicolae-Doru Florescu
Nicolae-Doru Florescu (n. 1960 - d. 6 octombrie 2001) a fost un deputat român în legislatura 2000-2004, ales în județul Olt pe listele partidului PRM. Nicolae-Doru Florescu a decedat după un accident rutier în care a suferit multiple leziuni. După deces, fostul deputat Nicolae-Doru Florescu a fost înlocuit de deputatul Costel-Eugen Popescu. În cadrul activității sale parlamentare, Nicolae-Doru Florescu a fost membru în grupurile parlamentare de prietenie cu Republica Peru și Regatul Spaniei.

## Legături externe
- Nicolae-Doru Florescu[nefuncțională – arhivă]
 la cdep.ro